# Constitution Party of Oregon
De Constitution Party of Oregon (Nederlands: Constitutionele Partij van Oregon) is een middelgrote politieke partij in de staat Oregon. De partij was tot 2006 verbonden aan de federale Constitution Party maar treedt sindsdien op als zelfstandige partij.
De Constitution Party of Oregon werd in 2000 opgericht als afdeling van de federale Constitution Party. Op 30 mei 2006 stemde een meerderheid van leden echter om de banden met de moederpartij te verbreken. Dit besluit hing nauw samen met de veranderde pro-life-opstelling van de moederpartij, de Constitution Party of Oregon vond deze opstelling te liberaal.
De Constitution Party of Oregon is er tot nu toe niet in geslaagd een kandidaat te laten kiezen in de staatsorganen.

## Bestuur
- Jack Alan Brown, Jr., Voorzitter
- David Brownlow, Vicevoorzitter
- Mary E. Brown, Secretaris
- Ken Cunningham, Penningmeester

## Verwijzing
1. ↑  De Constitution Party vindt dat abortus provocatus in het geval van verkrachting of incest mogelijk kan zijn, de Constitution Party of Oregon vindt deze opstelling te liberaal en houdt vast aan het vroegere standpunt van de moederpartij